# جياكومو غاتوزو
جياكومو غاتوزو (بالإيطالية: Giacomo Gattuso)‏ هو لاعب كرة قدم إيطالي، ولد في 14 يونيو 1968 في كومو في إيطاليا. لعب مع نادي ساليرنيتانا ونادي سبال ونادي كاتانيا ونادي كومو ونادي نوفارا.

## وصلات خارجية
- جياكومو غاتوزو على موقع قاعدة بيانات كرة القدم.إي يو (الإنجليزية)
- جياكومو غاتوزو على موقع Soccerway.com (الإنجليزية)